# Ян Чжисянь
Ян Чжисянь (20 травня 1992) — китайський плавець.
Учасник Олімпійських Ігор 2012 року, де в попередніх запливах на дистанції 400 метрів комплексом посів 12-те місце і не потрапив до фіналу.